# Diary of a common thread
Diary of a common thread is een studioalbum van Johannes Schmoelling. Deze synthesizerspecialist maakte deel uit van Tangerine Dream (1979-1985), verdween even uit beeld en gaf vervolgens eigen albums uit. Sinds 2011 kwam geen solomateriaal meer uit, anders dan heruitgaven. Dit kwam door zijn medewerking aan Loom. In 2017 verscheen Diary of a common thread, weer met elektronische muziek uit de Berlijnse School; het genre dat ook Tangerine Dream en Loom hanteerden. Het album werd opgenomen in Schmoellings Red Kite Studio in Wendland en verscheen op zijn eigen platenlabel Viktoriapark. 
IO Pages bij monde van Menno von Brucken Fock benoemde het een van de beste albums op het gebied van elektronische muziek sinds jaren. Hij herkende nog steeds de klanken die Schmoelling jaren eerder aan TD toevoegde als ook invloeden van Vangelis.

## Musici
- Johannes Schmoelling – Korg Kronos 2, Roland Jupiter-8, Dave Smith Mopho x4 en Yamaha Motif 8XS.

## Muziek
| Nr. | Titel                | Duur |
| --- | -------------------- | ---- |
| 1.  | Awakening            | 3:20 |
| 2.  | The central theme    | 7:30 |
| 3.  | Inside the labyrinth | 6:47 |
| 4.  | At nightfall         | 7:23 |
| 5.  | The wrong canvas     | 5:40 |
| 6.  | Voluntary farewell   | 5:50 |
| 7.  | The common thread    | 2:39 |